# Eiskastenspitze
De Eiskastenspitze is een 3371 meter (volgens andere bronnen 3373 meter) hoge berg in de Kaunergrat in de Ötztaler Alpen in het Oostenrijkse Tirol.
Een tocht naar de top van de Eiskastenspitze wordt meestal ondernomen vanaf de Rifflseehütte of het Taschachhaus. Ook het Gepatschhaus aan het einde van het Kaunertal kan als steunpunt dienen. Op de zuidoostelijke flank van de berg ligt de Eiskastenferner. De Eiskastenspitze ligt tussen de Bliggspitze in het zuiden en de Wurmtaler Kopf in het noorden. In tegenstelling tot veel andere hoge bergtoppen is op de top van de Eiskastenspitze geen gipfelkreuz geplaatst.